# Eusceptis seriata
Eusceptis seriata là một loài bướm đêm trong họ Noctuidae.